# Јусуф Хатунић
Јусуф Хатунић (Добошница, 17. октобар 1950 — Београд, 11. мај 1991) био је југословенски фудбалер.

## Каријера
Са 19 година је постао члан првог тима тузланске Слободе и у наредним годинама постаје стандардни првотимац. Био је један од физичких најјачих фудбалера тадашње лиге. У октобру 1974, Хатунић је на утакмици Партизан - Слобода после једног старта сломио ногу младом играчу Партизана Зорану Рацићу и он се никад више није вратио фудбалу. Ипак, само две године касније, Хатунић прелази у Партизан, током тренерског мандата Анте Младинића. За кратко време постао је стуб одбране која је у шампионској сезони 1977/78. примила само 19 голова. После две и по године одлази у турски Галатасарај, али се кратко задржао, почетком сезоне 1979/80. враћа се у Партизан у коме остаје наредне две сезоне. Пред крај каријере играо за београдски Раднички и Синђелић.
У дресу А репрезентације Југославије одиграо је осам утакмица. Дебитовао је 14. јуна 1972. против Венецуеле, а последњи меч за национални тим је одиграо 18. маја 1978. против Италије.
Преминуо је у 41. години живота, у Београду 11. маја 1991. године.

## Успеси
- Партизан
  - Првенство Југославије: 1978.
  - Митропа куп: 1978.